# Global Ship Lease
Die Global Ship Lease Inc. (GSL) ist eine Reederei mit Sitz in Majuro. Sie ist einer der größeren Non-Operating Owner für Containerschiffe.

## Unternehmen
Das Unternehmen ging  2007 als Tochtergesellschaft aus der französischen Reederei CMA CGM hervor. Seit dem Zusammenschluss mit Marathon Acquisitions Corp. am 15. August 2008 ist das Unternehmen an der New-Yorker Börse gelistet. Der anfangs hohe Anteil von CMA CGM an GSL wurde über die Jahre immer weiter verringert und durch Anteile von Finanzinvestoren ersetzt, bis CMA CGM am 7. September 2022 meldete, keine Anteile mehr am ehemaligen Tochterunternehmen zu besitzen.
GSL betreibt keine eigenen Dienste, sondern tritt am Markt als Anbieter auf, der mit Hilfe von Schiffsfinanzierern neue Schiffe in Auftrag gibt, die bereits vor Fertigstellung in langjährigen Charterverträgen an große Linienreedereien vermietet werden. Die Flotte des Unternehmens umfasst über 60 kleinere und mittelgroße Containerschiffe mit Stellplatzkapazitäten von 2200 TEU bis über 11.000 TEU. Neben dem rechtlichen Sitz auf den Marshallinseln, hat GSL operative Niederlassungen in London und Athen.